# 滩面镇
滩面乡，是中华人民共和国广西壮族自治区玉林市陆川县下辖的一个乡镇级行政单位。

## 行政区划
滩面乡下辖以下地区：
滩面村、坡头村、上旺村、新旺村、覃村和佳塘村。